# Nicola Salvi

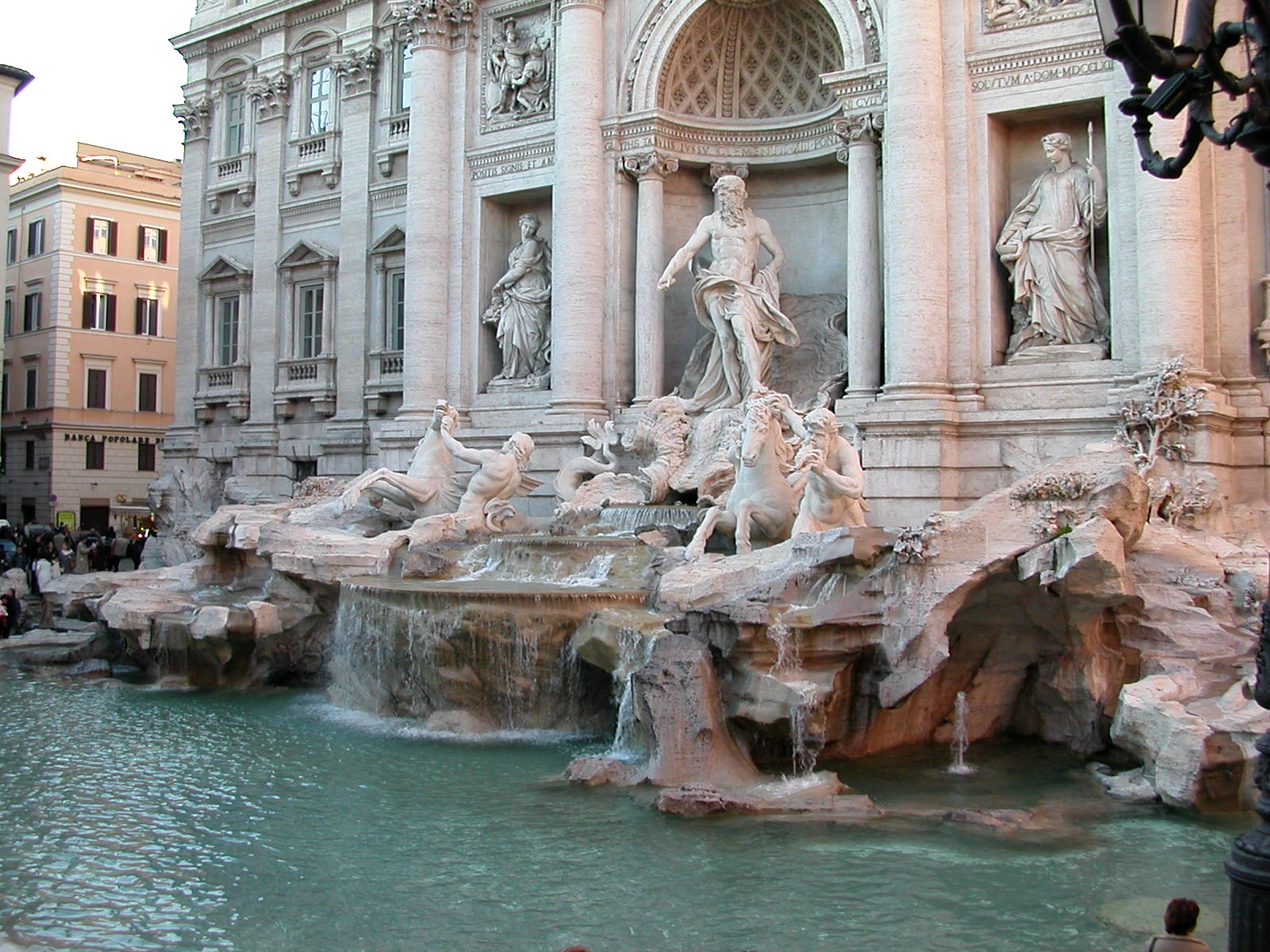
Fontana di Trevi.

Nicola Salvi, även stavat Niccolò Salvi, född 6 augusti 1697 i Rom, död där 9 februari 1751, var en italiensk skulptör och arkitekt. Han var elev till Antonio Canevari.
Salvi erhöll en god utbildning, inte minst vad gäller konst och utmärkte sig för ovanlig renhet och enkelhet i stilen. Hans främsta verk är utförandet av den länge påtänkta och förberedda Fontana di Trevi i Rom (1735–1762). Salvi fullbordade även de båda av Domenico och Giovanni Fontana påbörjade monumentala fontänfasaderna Acqua Felice och Acqua Paolina.